# Grube Samson
Die Grube Samson ist ein historisches Bergwerk in Sankt Andreasberg im Oberharz.
Hier befindet sich die letzte funktionstüchtige Fahrkunst der Welt, deren Funktionen bei entsprechenden Führungen vorgeführt werden können. Die Fahrkunst, 1837 in die Grube Samson eingebaut, wurde früher durch die Wasserkraft des Rehberger Grabens angetrieben. Ausgangspunkt des Rehberger Grabens ist der Oderteich, der Teil des Oberharzer Wasserregals ist. Das große Kunstrad (Wasserrad mit 12 m Durchmesser), welches bis 1922 die Fahrkunst antrieb, wird heute nur noch zu Demonstrationszwecken mit Wasser beaufschlagt. Ein Elektromotor übernimmt den Antrieb der Fahrkunst.
Im Zuge der Erweiterung der Welterbestätte Erzbergwerk Rammelsberg und Altstadt von Goslar um die Einrichtungen der historischen Oberharzer Wasserwirtschaft wurde die Grube Samson im Jahr 2010 als Bestandteil des Weltkulturerbes der UNESCO unter der Bezeichnung Bergwerk Rammelsberg, Altstadt von Goslar und Oberharzer Wasserwirtschaft anerkannt.
Das Bergwerk Grube Samson zählt zu den bedeutendsten Montandenkmälern Europas. Das Gebäudeensemble ist das letzte komplett erhaltene Bergwerk des historischen Oberharzer Erzbergbaus und Teil der Montanregion Harz.
Die Grube Samson ist Bestandteil der Welterbe-Route des UNESCO-Welterbes im Harz.

## Geschichte
Die Grube Samson gehörte zu ihrer Betriebszeit zu den tiefsten Bergwerken der Welt.
Der Bergbau in Sankt Andreasberg findet seinen Ursprung vor 1487. Der Beginn der ersten Betriebsperiode am Samson lässt sich mangels Quellen nicht genau bestimmen, wird aber auf die frühen 1520er Jahre datiert. Die erste urkundliche Erwähnung stammt aus dem Jahr 1537. Das älteste, den Samson betreffende Bergamtsprotokoll entstammt dem Jahr 1661.

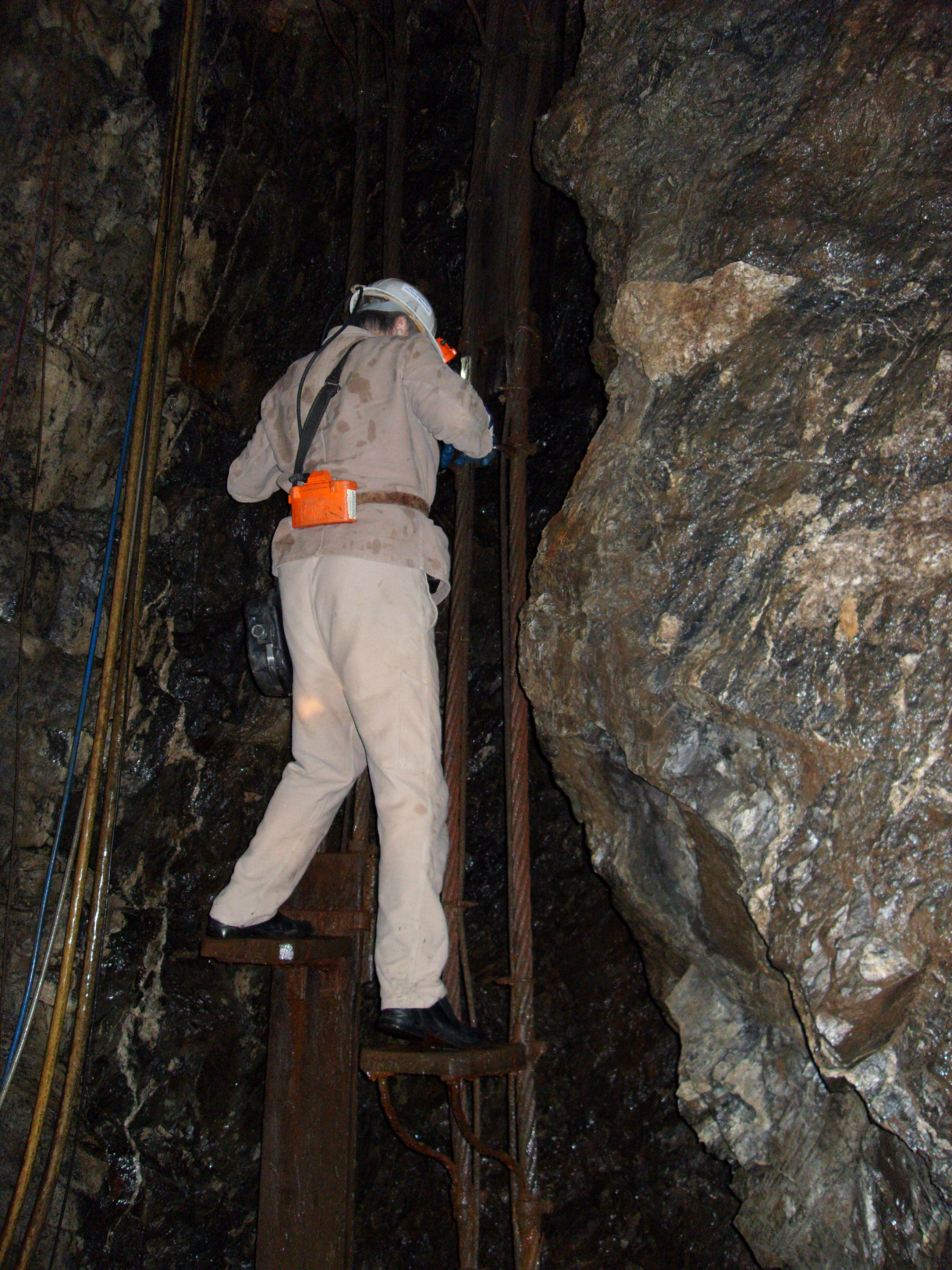
Bergmann beim Ausfahren auf der Fahrkunst der Grube Samson

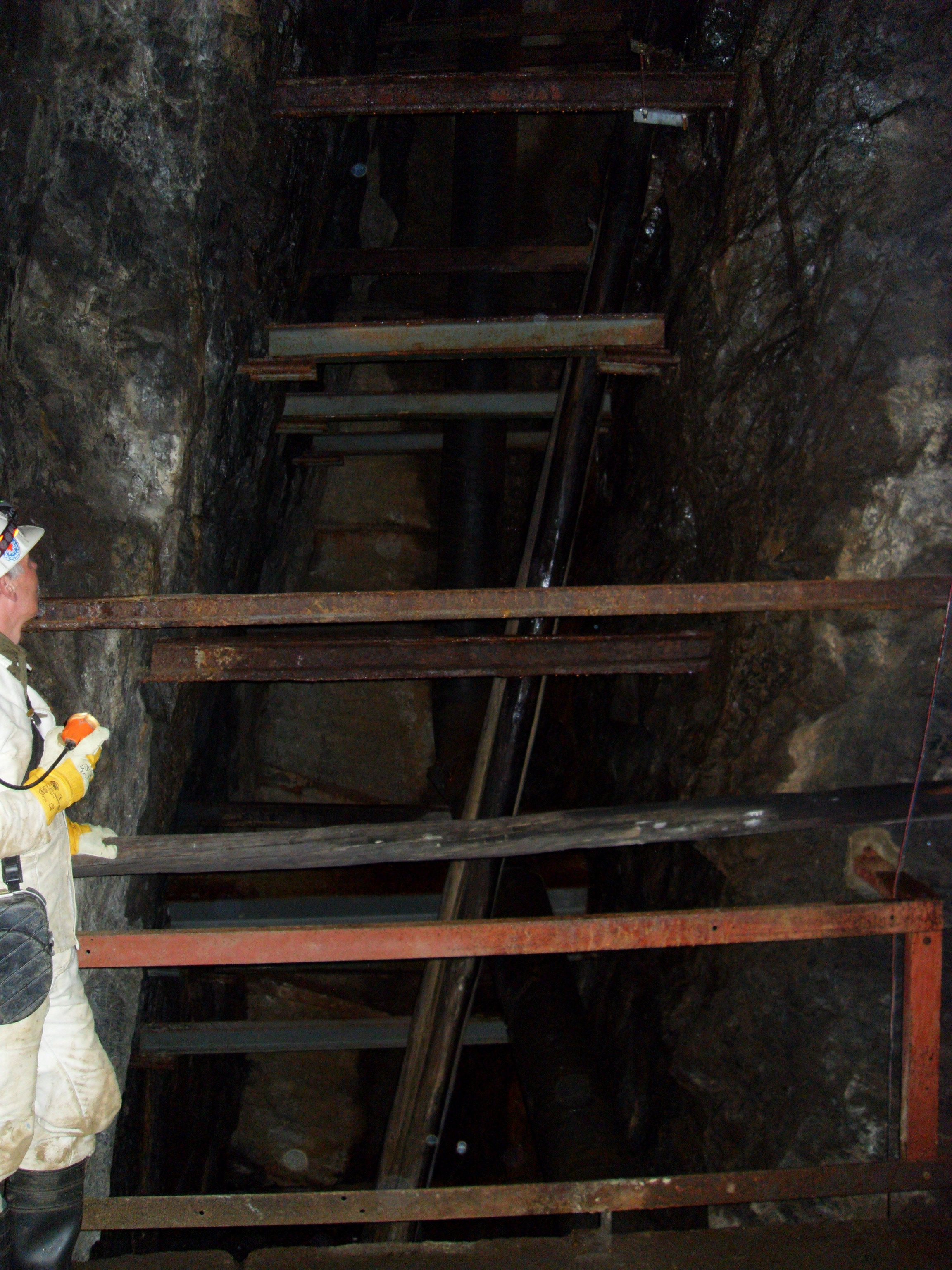
Blick auf das tonnlägige Fördertrum des Samson-Schachtes, Niveau Grüner-Hirsch-Stollen

Bald nach der Eröffnung der Grube Samson erlebte der Bergbau in Sankt Andreasberg in den 1560er Jahren seine erste Blütezeit. Die Perioden mit guten Ausbeuten wurden immer wieder von starken Einschnitten bis zum kompletten Stillstand des Bergbaus begleitet. Vor allem der Bau des Neuen Rehberger Grabens (1699–1703) zur Heranführung des Aufschlagwassers löste das regelmäßige Problem des Wassermangels (geringer Niederschlag, Frost). Mit einer Silbergewinnung von 1000 bis 2000 kg pro Jahr erlebte der Sankt Andreasberger Bergbau in den Jahren 1700 bis 1730 seine zweite Blütezeit. Am 12. Dezember 1777 fuhr Johann Wolfgang von Goethe im Rahmen seiner ersten Harzreise in die Grube Samson ein und vermerkte später in seinem Tagebuch: „Abends eingefahren in Samson, durch Neufang auf Gottes Gnade heraus. Ward mir sehr sauer diesmal.“
Zu Beginn des 19. Jahrhunderts lag die Silbererzeugung fast immer über 2000 kg pro Jahr, wobei die höchste Silbergewinnung pro Jahr überhaupt 3040 kg betrug (1822). Nachdem die Silbergewinnung in der Grube Samson immer schlechter wurde (1905 werden 364 kg gewonnen, 1909 nur noch 90 kg), schloss sie im Jahr 1910 aus wirtschaftlichen Gründen. Die letzte Schicht mit 80 Bergleuten fand am 31. März 1910 statt. Das Bergwerk umfasste 42 Strecken bei einer Gesamtteufe von ca. 840 m.
Berühmt war das Bergwerk bereits im 18. Jahrhundert durch die Funde prachtvoller und seltener Mineralien, die u. a. über eine Mineralienniederlage in Clausthal verkauft wurden. Besonders begehrt waren die Silbermineralien Pyrargyrit (Dunkles Rotgültig), Dyskrasit und Pyrostilpnit (Feuerblende), die Calcit-Kristalle in verschiedenen Ausbildungen (Papierspat, Blätterspat, Kanonenspat, Würfelspat, Compositenspat), Analcim-Kristalle („Andreasberger Tautropfen“), rosa Apophyllit, Scherbenkobalt (gediegen Arsen), Gänsekötigerz, Breithauptit, gediegen Antimon, Buttermilcherz und weitere. Nach der Grube wurde das sehr seltene Mineral Samsonit bezeichnet, das dort 1910 zum ersten Mal gefunden wurde.
Im Jahr 1950 eröffnete das Bergwerksmuseum Grube Samson, mittlerweile auch mit eigenem Museum. Im Obergeschoss des Museums befindet sich heute eine kleine Ausstellung zur St. Andreasberger Kleinbahn mit historischen Fotos, Fahrkarten, Bahnhofsschildern und einem Modell des Bahnhofs St. Andreasberg Stadt. Im Gaipel der Tagesgebäude befindet sich zudem seit 2001 das Harzer-Roller-Kanarienvogel-Museum, dem weltweit einzigen seiner Art.
Im Jahr 1987 setzte der amerikanische Ingenieur-Verband American Society of Mechanical Engineers die Grube Samson auf die Liste der internationalen historischen Maschinenbau-Denkmäler.
Im Schacht der Grube Samson befinden sich heute zwei Kavernenkraftwerke der Harz Energie (Osterode), mit der die Wasserkraft des Oderteiches zu Elektroenergie gewandelt wird. Sie deckt den größten Teil der in der Bergstadt benötigten elektrischen Energie (etwa 95 %). In 130 m Teufe befindet sich das Kraftwerk Grüner Hirsch (installiert 1922), dessen Wasser durch den 1,4 km langen Grünhirscher Stollen (Gesamtlänge 10,2 km) zur Sperrlutter abgeleitet wird. Das Kraftwerk Sieberstollen wurde 1912 installiert. Es liegt auf einer Teufe von 190 m und wird über den 3,1 km langen Sieberstollen (Gesamtlänge 13,1 km) in die Sieber entwässert.

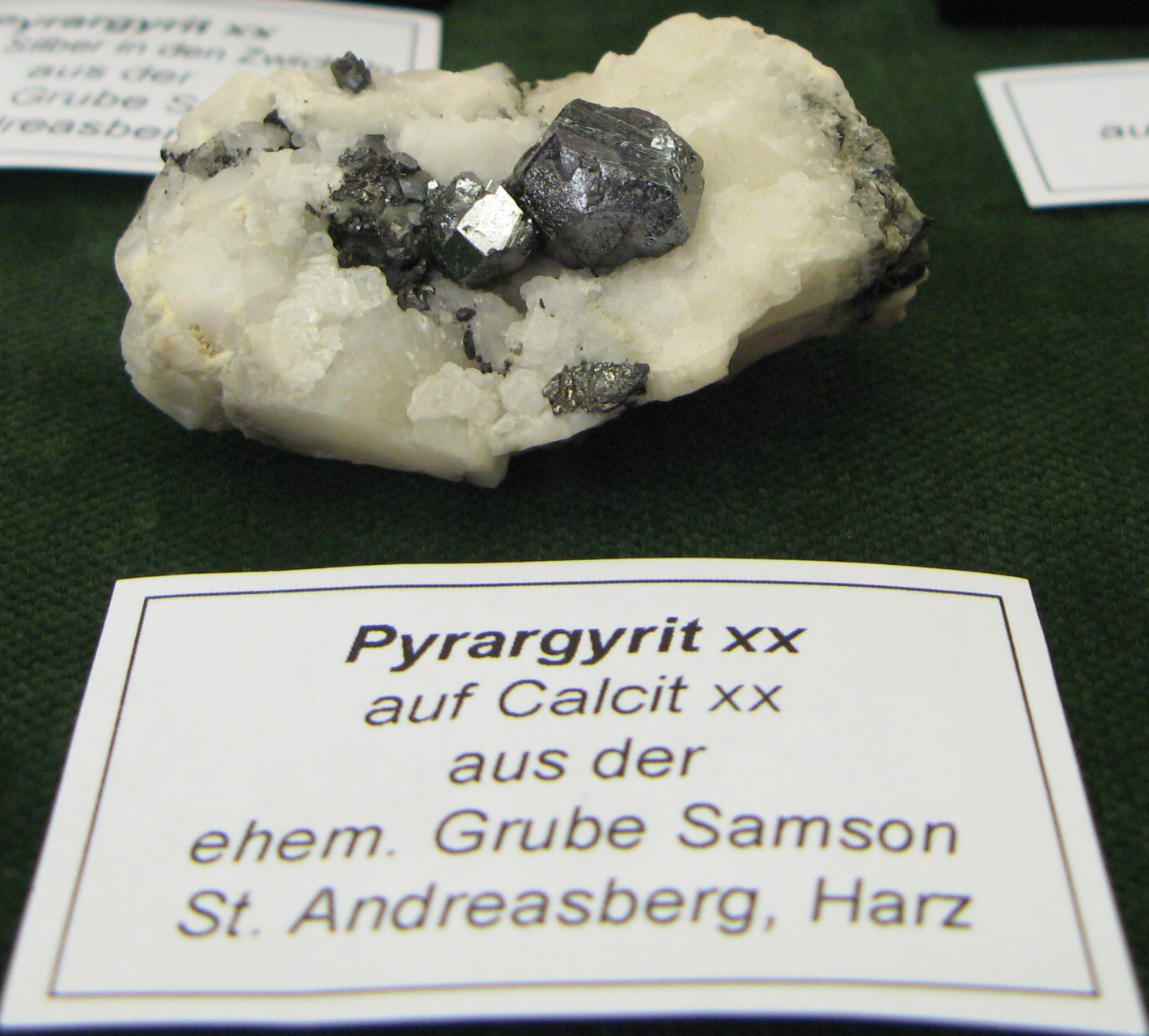
Pyrargyrit
Letzte Schicht vor dem Gaipelgebäude am 31. März 1910.
Bergleute beim Bohren auf dem Jacobsglücker Gang.
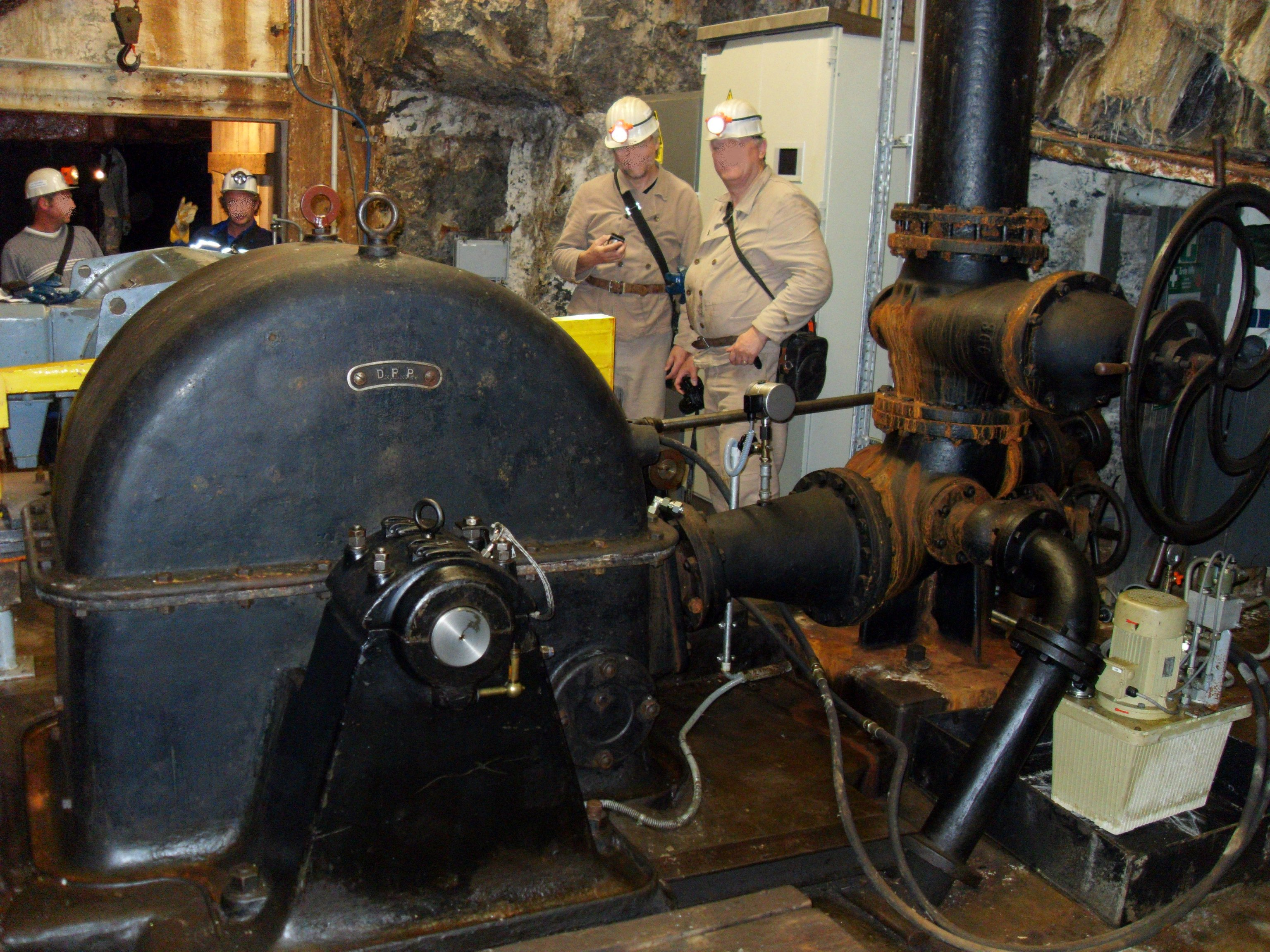
Kraftwerk „Sieberstollen“ in 190 Meter Teufe. Die Turbine stammt noch aus dem Jahre 1912.